# Chibi Japan Expo

Logo de Chibi Japan Expo.

Chibi Japan Expo est un festival français sur le Japon, qui se déroula pour la première fois au parc d’exposition de Paris-Nord Villepinte en novembre 2007. Il s’agit d'un salon créé par les organisateurs du festival Japan Expo.
Il accueillit lors de sa première édition, coorganisée en même temps que le festival Kultima, près de 18 000 visiteurs.

## Historique
La première édition a lieu en 2007 du 2 au 4 novembre au Parc des expositions de Paris-Nord Villepinte avant de déménager à Paris-Est Montreuil pour les trois années suivantes.
L’édition de 2008, intitulée Chibi J.E. Volume 2, s’est déroulée du 31 octobre au 2 novembre 2008 à Paris-Est Montreuil, près de l’arrêt Robespierre de la ligne 9 du métro parisien. Le festival se déroulait cette fois-ci à la halle Marcel Dufriche sur trois niveaux et deux mezzanines. Le salon, présentant quelques nouveautés bien que très axé sur les précédentes conventions organisées par la société SEFA EVENT, comportait de nombreuses activités, partenaires et invités.
Comme à Japan Expo, il est possible de retrouver à Chibi J.E. de nombreux points de ventes de manga, d’anime, de magazines, de figurines, peluches et autres vêtements et accessoires, ainsi que de friandises, objets culturels, etc. Le salon disposait aussi d’une salle de conférences, de dédicaces, de projections, de concerts, d’arts martiaux, de jeux vidéo et encore d’une scène de cosplay.
En 2010 a lieu la dernière édition du festival. L’édition de 2011 qui est censée avoir lieu fin octobre est annulée afin de promouvoir la première édition de Japan Expo Centre à la même date.

## Éditions

### 2007
- Intitulé : Chibi Japan Expo[3]

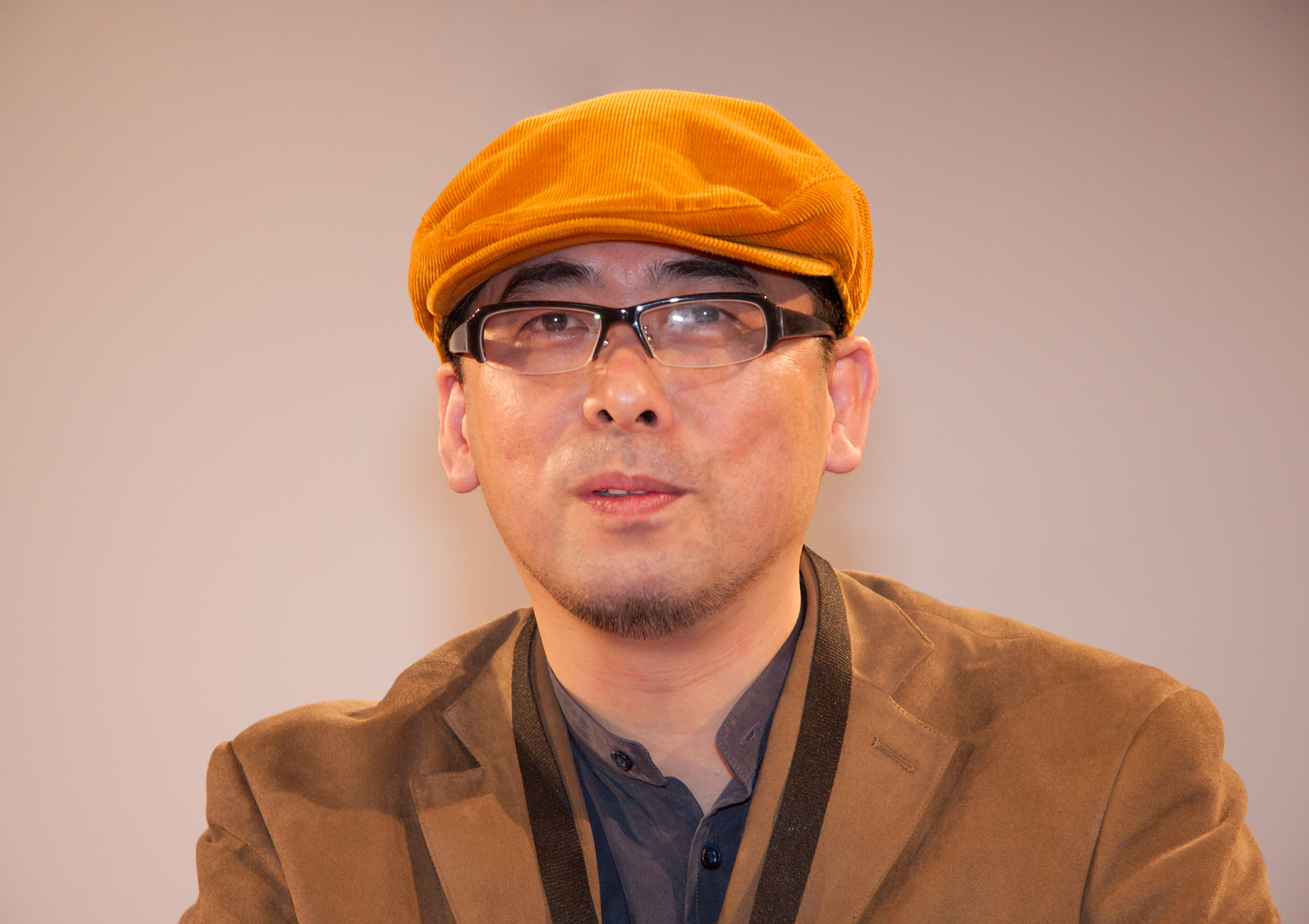
Séance de dédicaces avec Tensai OKAMURA en 2007.

- Dates et lieu : du 2 au 4 novembre 2007 au Parc des expositions de Paris-Nord Villepinte[3]
- Visiteurs[1] : 18 000
- Superficie[4] : 10 000 m2
- Nombre d'exposants[5] : 91
- Invités[6] :
  - Anime & manga : Masami SUDA, Tensaï OKAMURA, Ankama (Ancestral Z, Mojojojo, Crounchann, Run, Souillon, Kim, Tiko, Lorko, Ntamak, Sephy, Jon), Bragelonne (Laurent GENEFORT, Magali SEGURA, BOULET), Au Diable Vauvert (Thomas GUNZIG, Grégoire HERVIER, Thomas CLEMENT), Glénat (BOULET, Pierre LOYVET, Joel JURION, Claude PLUMAIL, OHM, MEDDOUR), Soleil & Monde de Troy (Christophe ARLESTON, Jean-Louis MOURIER, TARQUIN, Tota, Guth, Lamirand, Ludolullabi), Café Salé (Kness Made, Rez, Daji, Blackfrog, Moket, Swarm, Manu Malin, Bengal, Sephiel, Bluenju)
  - Musique : Plastic Tree

### 2008
- Intitulé : Chibi J.E. Volume 2

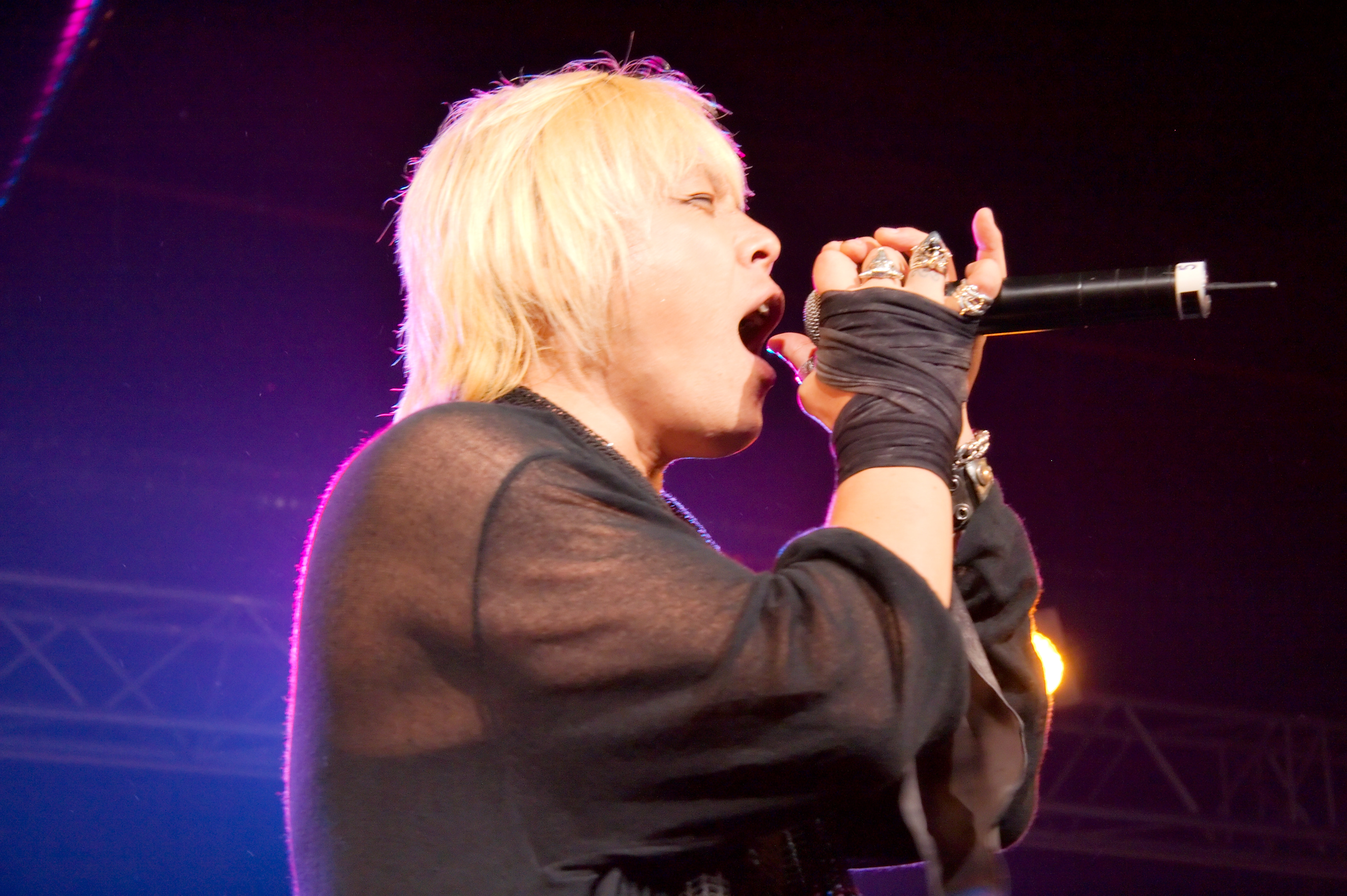
JAM Project en concert en 2008.

- Dates et lieu : du 31 octobre au 2 novembre 2008 au Palais des Congrès de Paris-Est Montreuil[1]
- Visiteurs[7] : près de 23 000
- Superficie[8] : 14 000 m2
- Nombre d'exposants[9] : 121
- Invités[7] :
  - Anime & manga : Bow Ditama, Kenji Oba, Michihiko Suwa, Takamasu Sakurai
  - Musique : JAM Project, Yaneka, Jelly Beans, AciÐ FLavoR, Min'yō & Taiko
  - Web culture : Flander’s Company, NerdZ
  - Culture & traditions : Wadaiko Makoto, Minyô, Ikebana

### 2009

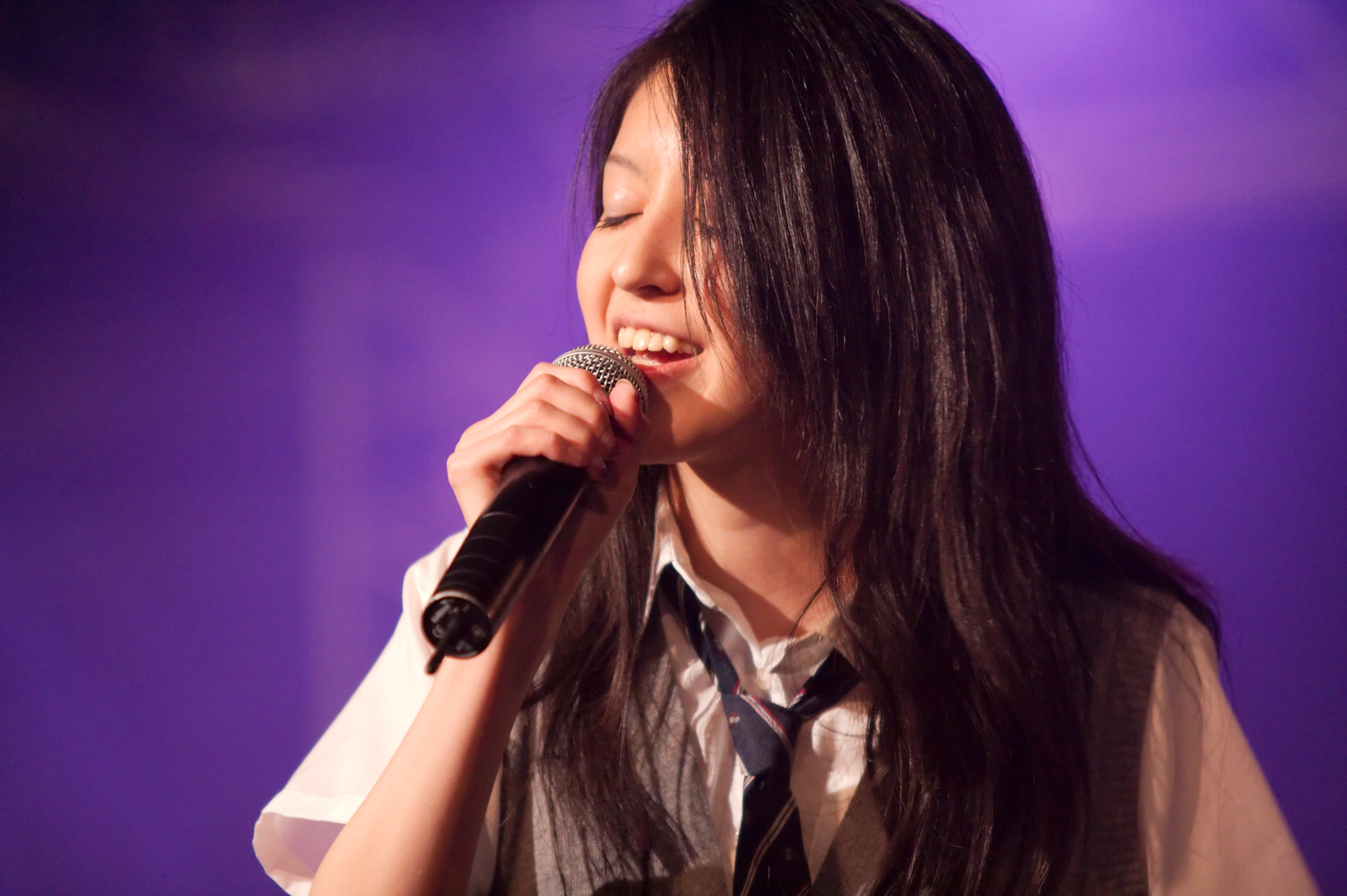
Jelly Beans en concert en 2009.

- Intitulé : Chibi Japan Expo Volume 3[10]
- Dates et lieu : du 30 octobre au 1er novembre 2009 au Palais des Congrès de Paris-Est Montreuil[10]
- Visiteurs[11] : 26 000
- Superficie[8] : 14 000 m2
- Nombre d'exposants[12] : 168
- Invités[13] :
  - Anime & manga : Yûsuke KOZAKI, Kyô HATSUKI, Rutile & Nephyla, Aurore
  - Musique : Jelly Beans, HANGRY&ANGRY, Wotaku World Disco, Aoi
  - Web culture : Noob, Flander’s Company
  - Culture & traditions : Jinya IMAI, Fumie HIHARA

### 2010

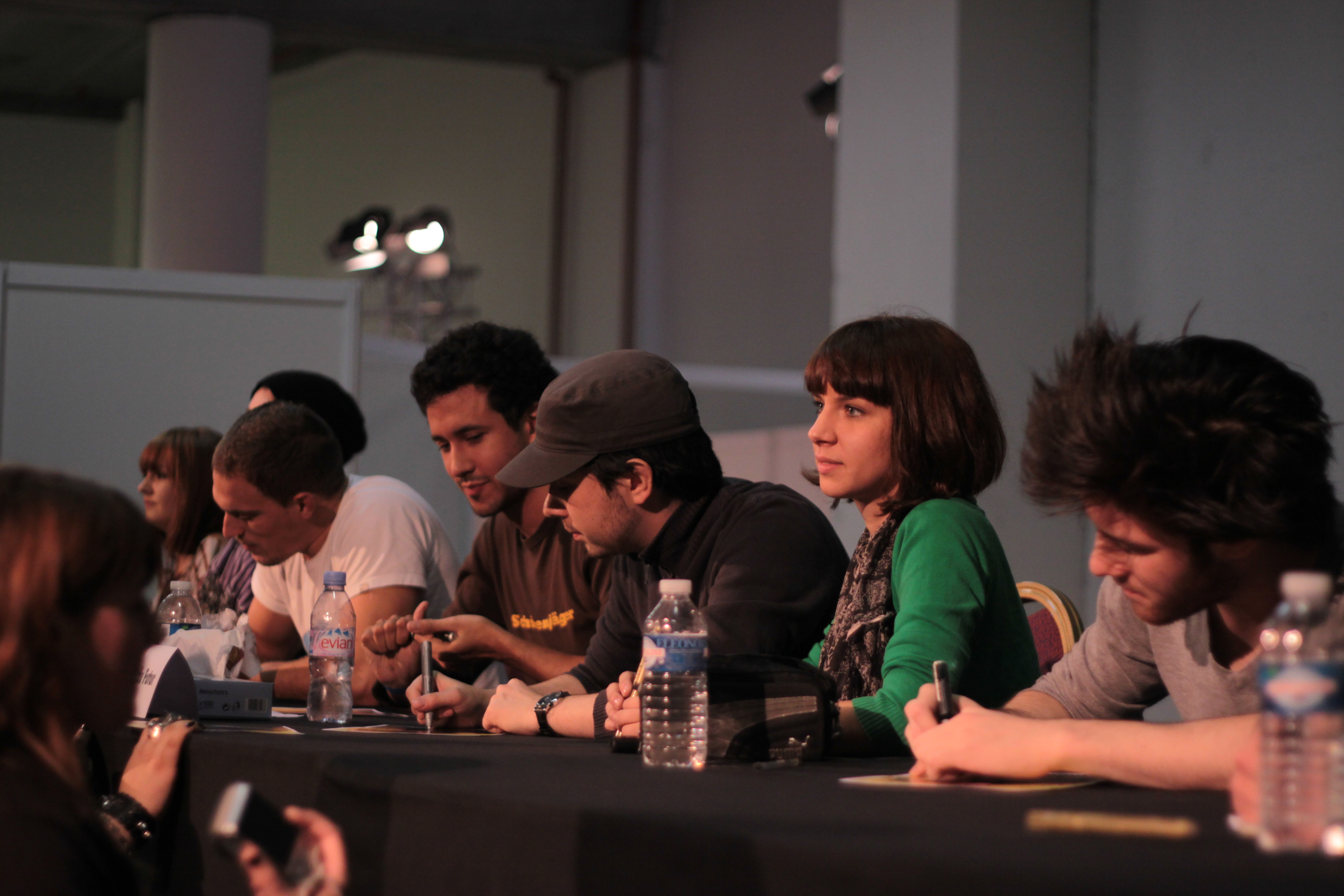
Acteurs de la série Le Visiteur du futur à une dédicace en 2010.

- Intitulé : Chibi Japan Expo Volume 4[14]
- Dates et lieu : du 29 au 31 octobre 2010 au Palais des Congrès de Paris-Est Montreuil[14]
- Visiteurs[15] : 18 000
- Nombre d'exposants[16] : 111
- Invités[17] :
  - Anime & manga : Maki MURAKAMI, Cécile CORBEL, Carole BAILLIEN, Julie BASECQZ, Christophe HESPEL, Aurore, Liaze, Moemai, Christelle HUET-GOMEZ, Céline LAVIGNETTE-AMMOUN
  - Musique : MEG, Yuuki
  - Web culture : Flander’s Company, Noob, Visiteur du Futur

## Identité visuelle (logo)

Logo de la version web en 2008.
Logo de la version web en 2010.
Logo de Chibi Japan Expo 2010.

Logo de Chibi Japan Expo en 2007.
Logo Chibi Japan Expo en 2008.
Logo de Chibi Japan Expo en 2009.
Logo de Chibi Japan Expo en 2010.

## Fréquentation et statistiques
Fréquentation de Japan Expo (en nombre de visiteurs)
Japan Expo + Comic Con' (2008-2010), Chibi Japan Expo, Japan Expo Sud